# HMS Token
Le HMS Token (pennant number : P328) est un sous-marin du troisième groupe de la classe T, lancé en 1943, en service dans la Royal Navy. Il est le premier (et jusqu’à présent, le seul) navire de la Royal Navy à porter le nom de Token (en français : jeton). Il est démoli en 1970.

## Conception
Les sous-marins de la classe S, quoique très réussis, se sont avérés trop petits pour des opérations lointaines. Il fallut mettre en chantier la classe T, également très réussie, qui avait 21 mètres de longueur en plus et un déplacement de 1 000 tonnes. Alors que les bâtiments de la classe S avaient seulement six tubes lance-torpilles d'étrave, ceux de la classe T en avaient huit, dont deux dans un bulbe d'étrave, plus deux autres dans la partie mince de la coque au milieu du navire.

## Engagements
Le HMS Token fut construit à l’arsenal de Portsmouth. Sa quille fut posée le 6 novembre 1941, il fut lancé le 19 mars 1943.
Mis en service après la fin de la Seconde Guerre mondiale, le 3 septembre 1945, il mène une carrière relativement paisible au sein de la Royal Navy. En 1953, il participe à la Fleet Review pour célébrer le couronnement de la reine Élisabeth II .
Il a été modernisé à l’arsenal de Devonport en 1955. Il a passé sa carrière entre la Home Station et la Méditerranée, avec un carénage à Malte. En 1965, il a fait partie de la 1re flottille de sous-marins à Portsmouth, servant à la formation de base des équipages de sous-marins. Cette année-là, il participa aux Journées de la Marine de Portsmouth . Le 20 août 1967, le HMS Token effectuait un exercice au large de la côte ouest de l’Écosse lorsqu’il a dû prendre en remorque le navire marchand danois Opnor, qui était à la dérive à la suite d'une panne de moteurs, afin de l’empêcher de dériver sur un récif .
Il a finalement été démoli à Cairnryan en mars 1970.